# Коневцова, Елена Николаевна
Елена Николаевна Коневцова (род. 11 марта 1981, Клин, Московская область), в девичестве Таурьянина — российская легкоатлетка, специалистка по метанию молота. Выступала за сборную России по лёгкой в 2000-х годах, победительница и призёрка первенств национального значения, участница двух летних Олимпийских игр. Представляла Московскую область. Мастер спорта России международного класса. Ныне — тренер по лёгкой атлетике.

## Биография
Елена Таурьянина родилась 11 марта 1981 года в городе Клин Московской области.
Начала заниматься лёгкой атлетикой под руководством тренера А. Ю. Кавкаева, затем была подопечной Р. А. Коневцова. Состояла в московском «Динамо». Окончила Российский государственный университет физической культуры, спорта, молодёжи и туризма.
Впервые заявила о себе в метании молота на взрослом всероссийском уровне в сезоне 2002 года, когда одержала победу на зимнем чемпионате России по длинным метаниям в Адлере и стала бронзовой призёркой на летнем чемпионате России в Чебоксарах. Попав в основной состав российской национальной сборной, отметилась выступлением на чемпионате Европы в Мюнхене.
В 2003 году уже под фамилией Коневцова выиграла серебряную медаль на чемпионате России в Туле. Принимала участие в чемпионате мира в Париже.
На чемпионате России 2004 года в Туле вновь стала серебряной призёркой. По итогам чемпионата удостоилась права защищать честь страны на Олимпийских играх в Афинах — в итоге показала здесь результат 67,83 метра, не сумев преодолеть предварительный квалификационный этап.
После афинской Олимпиады Елена Коневцова осталась в составе российской легкоатлетической сборной на ещё один олимпийский цикл и продолжила принимать участие в крупнейших международных соревнованиях. Так, в 2006 году на чемпионате России в Туле она взяла бронзу.
В 2007 году получила бронзовую награду на зимнем чемпионате России по длинным метаниям в Адлере и победила на летнем чемпионате России в Туле. Участвовала в чемпионате мира в Осаке, где с результатом 72,45 метра заняла в финале пятое место. Также в этом сезоне на соревнованиях в Сочи установила свой личный рекорд в метании молота — 76,21 метра.
В 2008 году выиграла серебряную медаль на зимнем чемпионате России по длинным метаниям в Адлере, стала серебряной призёркой на летнем чемпионате России в Казани (позже в связи с дисквалификацией Гульфии Ханафеевой переместилась в итоговом протоколе на первую позицию). Находясь в числе лидеров сборной, благополучно прошла отбор на Олимпийские игры в Пекине — на сей раз метнула молот на 67,83 метра, чего вновь оказалось недостаточно для прохождения в финал.
За выдающиеся спортивные результаты удостоена почётного звания «Мастер спорта России международного класса».
Впоследствии работала тренером по лёгкой атлетике в спортивной школе олимпийского резерва в Московской области.